# Seismische Tomographie
Die seismische Tomographie (auch Erdtomographie) ist eine Untersuchungsmethode der Seismologie und dient zur Bestimmung von Geschwindigkeitsanomalien der seismischen Wellenausbreitung im Erdinneren. Grundsätzlich werden methodisch drei Untersuchungsansätze unterschieden: Lokalbebentomographie, teleseismische Tomographie und Dämpfungstomographie.

## Theoretischer Hintergrund

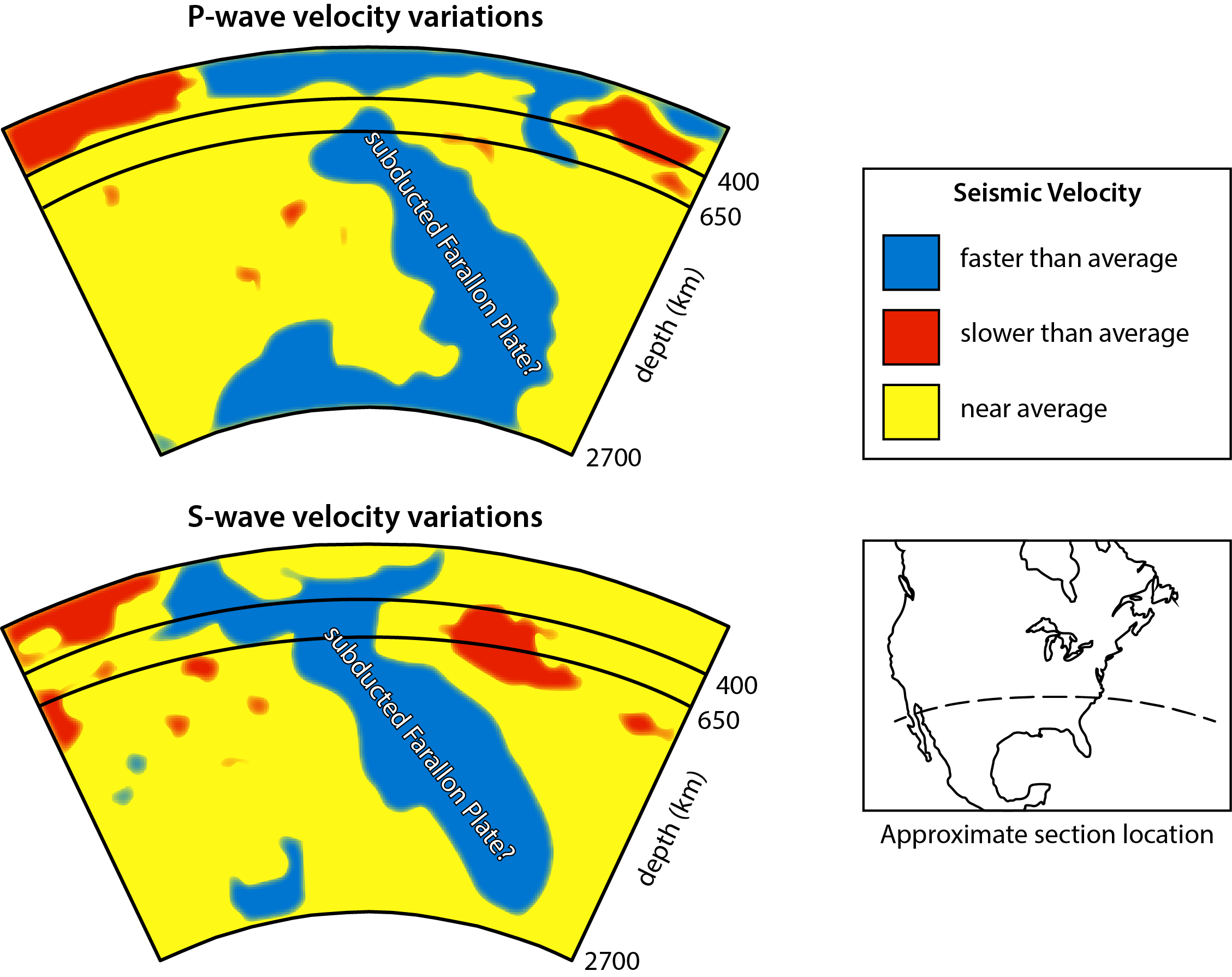
Durch seismische Tomographie aufgespürte, mutmaßliche Reste des nördlichen Teils der Farallon-Platte im Erdmantel unterhalb Nordamerikas

Tomographische Untersuchungen werden in der Regel anhand von natürlichen Quellsignalen, den Erdbeben, durchgeführt. Neben natürlichen können auch künstlich generierte seismische Wellen benutzt werden.
Das Grundprinzip der Methode ist, dass die Laufzeit einer seismischen Raumwelle von ihrem Ursprungsort – bei Erdbeben ist dies das Hypozentrum – zu einer Messstation von den Ausbreitungsgeschwindigkeiten entlang ihres Laufweges abhängt. Die Tomographie versucht nun, aus den an verschiedenen Messstationen bestimmten Laufzeiten des Wellenfeldes auf die Geschwindigkeitsverteilung des durchlaufenen Untergrundes zurückzuschließen.
Grundlage der Seismischen Tomographie ist, wie bei allen tomographischen Verfahren das Radon-Prinzip, das besagt, dass die Werte einer Mannigfaltigkeit vollständig aus ihren Projektionen bestimmt werden können. Die hier angewendete Radon-Transformation wird meist numerisch realisiert.
Hierzu wird der von den seismischen Wellen durchstrahlte Teil des Erdkörpers in Volumenelemente unterteilt und eine Inversionsrechnung durchgeführt. Zu Beginn wird ein sogenanntes Startmodell erarbeitet, das auf vorausgegangenen Messungen (z. B. Reflexions- oder Refraktionsseismik) oder auf geologischen Beobachtungen basiert. Zur Modellerstellung kommen unter anderem analytische Methoden zum Einsatz. So lässt sich ein Dichtemodell mit der Adams-Williamson-Gleichung oder ähnlichen Methoden berechnen. Den Volumenelementen des Untersuchungsgebietes werden dann Langsamkeitswerte entsprechend dem Startmodell zugeordnet. Anhand der Strahlgeometrie können nun theoretische Laufzeiten, als Integral oder Summe über die Laufzeiten (Langsamkeiten) in den durchlaufenen Zellen berechnet und mit den gemessenen Daten verglichen werden.
Die auftretenden Differenzen zwischen beobachteten und theoretischen Laufzeiten (die sogenannten Laufzeitresiduen) entstehen durch lokale Abweichungen der tatsächlichen Geschwindigkeiten im Untersuchungsgebiet von dem vorgegebenen Geschwindigkeitsmodell (den Geschwindigkeitsanomalien). Ist die beobachtete Laufzeit größer als erwartet, hat die seismische Welle langsamere Bereiche durchlaufen und umgekehrt. Durch eine schrittweise Anpassung der Werte in den Volumenelementen soll schließlich eine Minimierung der Residuen erreicht werden, so dass am Ende die Verteilung der Geschwindigkeitsanomalien im Untergrund möglichst genau wiedergegeben werden kann.
Die Laufzeitresiduen geben dabei immer die Summe aller Effekte entlang des Laufweges wieder. Da eine Welle aber nacheinander mehrere sowohl positive als auch negative Anomalien durchlaufen kann, ist für eine erfolgreiche Tomographie die Überdeckung von entscheidender Wichtigkeit. D. h. das Untersuchungsgebiet muss von möglichst vielen Wellenstrahlen aus möglichst vielen unterschiedlichen Richtungen durchlaufen werden, um eine optimale Erfassung der Volumenelemente in verschiedenen Kombinationen zu erreichen. Nur so können Anomalien korrekt lokalisiert werden.

### Lokalbebentomographie
Bei diesem Ansatz der Tomographie wird das zu untersuchende Gebiet mit Signalen aus geringer Entfernung untersucht. Die Verwendung lokaler Erdbebenereignisse hat den Vorteil, dass Laufwegeffekte auf Grund der räumlichen Nähe zum registrierenden Seismometer allein aus dem Untersuchungsgebiet stammen.
Andererseits ist die Methode auf eine hohe Seismizität angewiesen und damit auf seismisch aktive Gebiete beschränkt. Alternativ könnte die Anregung seismischer Wellen mit künstlichen Quellen wie z. B. Sprengungen erfolgen. Diese sind jedoch mit hohen Kosten verbunden, so dass hiervon auf Grund der erforderlichen Vielzahl von Sprengungen bei gleichzeitig eingeschränkter Eindringtiefe in den Erdkörper eher selten Gebrauch gemacht wird.

### Teleseismische Tomographie
Die teleseismische Tomographie verwendet hingegen Erdbeben aus größerer Distanz. Da diese weltweit aufgezeichnet werden, unterliegt diese Methode einer weitaus geringeren räumlichen Einschränkung und kann nahezu überall angewendet werden. Ein weiterer Vorteil liegt in der Strahlgeometrie: teleseismische Erdbebenwellen durchlaufen auch tiefere Erdschichten bis in den tiefen unteren Mantel und lassen daher auch Untersuchungen in diesen Regionen des Erdkörpers zu.
Das Auflösungsvermögen der teleseimischen Tomographie ist allerdings in größeren Tiefen meist sehr gering. Zudem ist die Datenbasis auch hier durch die limitierte räumliche Verteilung von Erdbebenherden eingeschränkt, die eine optimale Überdeckung oftmals nicht erlaubt. Zusätzlich können hier auch Laufzeitresiduen einfließen, deren Ursprung nicht im Untersuchungsgebiet, sondern nahe der Erdbebenherde liegt, bei der tomographischen Inversion jedoch bei Anpassung der Geschwindigkeiten in den Volumenelementen miteinfließen.

### Dämpfungstomographie
Bei der Dämpfungstomographie (Amplitudentomographie im Gegensatz zur Laufzeittomographie) fließt das Dämpfungsverhalten des Untergrundes in die Untersuchung ein, also die Abnahme der Wellenenergie entlang des Laufweges durch Dämpfung. Da auch Dämpfungseffekte von den elastischen Eigenschaften des von der seismischen Welle durchlaufenen Gesteins abhängen, lassen auch deren Anomalien Rückschlüsse auf das untersuchte Gebiet zu. Da sich die Gesamtdämpfung längs eines Wellenstrahles nicht als Summe (Integral) der Dämpfung in den Einzelzellen ergibt, sondern als deren Produkt, ist von logarithmischen Dämpfungswerten auszugehen, die sich dann zur Gesamtdämpfung addieren. Andere Elemente der Amplitudenabnahme mit der Entfernung, wie die geometrische Amplitudenabnahme, sind zu berücksichtigen.

## Interpretationsansätze
Anomalien der seismischen Geschwindigkeiten und auch der Dämpfung sind häufig auf Temperaturänderungen zurückzuführen, wie sie z. B. durch heißes Magma oder partielle Schmelze in vulkanischen Gebieten oder durch kalte Lithosphären-Bruchstücke oder abtauchende Platten in Subduktionszonen ausgelöst werden können.
Veränderungen der elastischen Parameter können jedoch auch andere geologische oder mineralogische Ursachen haben. Die Porenfüllung von Gesteinen, etwa mit Erdöl, Wasser oder anderen Fluiden, aber auch leichte chemische Veränderungen der Minerale können hier eine Rolle spielen. Die Interpretation tomographischer Ergebnisse erfolgt daher meist vor dem geologischen Hintergrund des Untersuchungsgebietes.